# 叡啓大学
叡啓大学（えいけいだいがく、英語: Eikei University of Hiroshima）は、広島県広島市中区に本部を置く、日本の公立大学。2023年6月現在、256名の学生が在籍する。

## 概観
県立広島大学と同様に広島県公立大学法人が設置する大学である。
2019年10月31日付けで文部科学大臣に大学設置申請し、2020年10月23日に文部科学省から設置が認可された。
ソーシャルシステムデザイン学部のみを持つ単科大学である。
入学定員は100名。春入学（4月入学）は総合型選抜50名、学校推薦型選抜20名、一般選抜で10名とし、秋入学（9月入学）は留学生選抜のみで20名を募集する。総合型選抜は、第1次選考では書類選考（志望理由書、活動報告書、小論文、調査書または成績証明書など）、第2次選考ではグループ・ディスカッション及び面接で合否を決定する。また全ての選抜方式で英語力の出願要件を定めており、春入学はCEFRB1相当以上、秋入学はB2相当以上の英語力を有することとしている。

## 沿革
- 2021年（令和3年）4月1日- 開学[6]。

## 教育および研究

### 学部
- ソーシャルシステムデザイン学部
  - ソーシャルシステムデザイン学科

## 大学関係者と組織

### 著名な教員
- 有信睦弘（初代学長、工学者）